# 산마리노의 로마 가톨릭교회

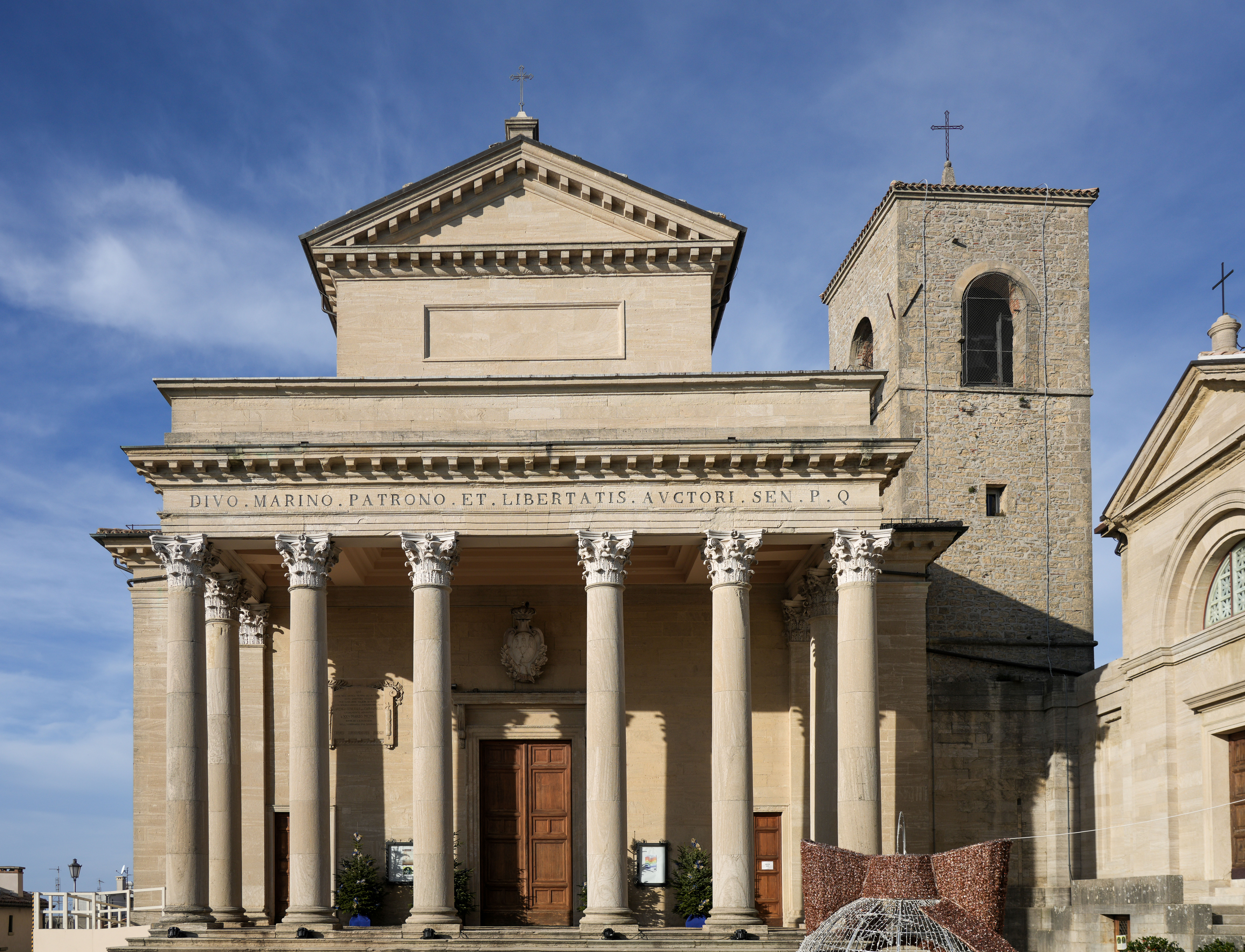
San Marino Co-cathedral

이 문서는 산마리노의 로마 가톨릭교회 문서이다. 산마리노에는 국교가 따로 정해져 있지는 않지만, 인구의 97%가 가톨릭 신자이다. 주교좌는 설치되어 있지 않다. 역사적으로 산마리노에 있는 성당들에 대한 관할권은 이탈리아 가톨릭교회의 두 교구가 나누어 가졌는데, 하나는 몬테펠트로 교구이며, 나머지 하나는 리미니 교구이다. 1977년 몬테펠트로와 리미니의 경계가 재조정됨으로써 산마리노에 있는 모든 가톨릭 성당들은 몬테펠트로 교구 소속이 되었다.